# Mekhatria
Mekhatria est une commune d'Algérie situé dans la wilaya d'Aïn Defla.